# 4 vendémiaire
4 jour complémentaire 4 brumaire
Le quartidi 4 vendémiaire, officiellement dénommé jour de la colchique, est le 4e jour de l'année du calendrier républicain.
C'était généralement le 25e jour du mois de septembre dans le calendrier grégorien.